# Монастырь Кусич
Монастырь Кусич — монастырь Сербской православной церкви в Румынии. Находится недалеко от монастыря Златица в самом начале Железных Ворот. Он был основан в XIV веке как метох монастыря Студеницы.
Монастырь расположен на берегу реки Неры примерно в километре от деревни Златице.  Согласно записи из епископского архива Вршаца от 1751 года, этот монастырь был основан много лет назад сербскими дворянами как метох монастыря Студеница (лавра). Согласно традиции, монастырь Кусич был подарком сербского деспота Йована Бранковича, сына Ангелины Сербской.